# Station Mérens-les-Vals
Station Mérens-les-Vals is een spoorwegstation in de Franse gemeente Mérens-les-Vals.